# Bhawal-Nationalpark
Der Bhawal-Nationalpark (bengalisch ভাওয়াল জাতীয় উদ্যান Bhā'ōẏāla jātīẏa udyāna) liegt in Bangladesch in der Division Dhaka innerhalb des Distrikts Gazipur etwa 40 km nördlich der Hauptstadt Dhaka. Er ist einer von 18 Nationalparks in Bangladesch und eines der am stärksten bedrohten und schrumpfenden Schutzgebiete des Landes, da die Urbanisierung und Industrialisierung im Parkgebiet illegal stark voranschreitet.

## Geschichte und Geographie
Während des Bangladesch-Kriegs in 1971 wurde der Baumbestand zu großen Teilen gefällt. Der Park wurde 1974 ausgewiesen und 1982 unter dem Bangladesh Wildlife Act 1974 zum Nationalpark erklärt. Dieser hat eine offizielle Fläche von 50,22 km², mit angrenzenden Waldflächen sind es etwa 100 km². Das Parkgebiet unterteilt sich in eine geschützte Kernzone von 9,5 km² und eine Pufferzone, die auch landwirtschaftlich genutzt wird. Die Topographie ist von niedrigen Hügeln geprägt, die 3 bis 5 m aus den umgebenden Reisfeldern herausragen. Der jährliche Gesamtniederschlag liegt bei rund 250 cm und die Temperaturen reichen von 10 bis 37 °C. Zahlreiche Besucher aus der Hauptstadt Dhaka besuchen vor allem in der Trockenzeit den Park. In 2012 und 2013 waren es über 300.000 Besucher und über 200.000 in den Jahren 2014 und 2015.

## Flora und Fauna
Die dominierende Baumart ist der Salbaum (Salwald). Das für die Verwaltung des Parks zuständige Umwelt- und Forstministerium pflanzte zudem zur Aufforstung nicht heimische, aber schnell wachsende Baumarten wie Akazien und Eukalyptus sowie einige Früchte tragende einheimische Bäume nahe Rasthäusern, die größeren Nutzen für die Vögel und Biodiversität haben. Im Park häufig anzutreffende Baumarten sind unter anderem die Rosenbaumapfelart Dillenia pentagyna, das Topffruchtbaumgewächs Careya arborea, die Myrobalane Terminalia belerica, Gandhi gajari und das Annonengewächs Miliusa velutura.
Innerhalb des Parks wurden insgesamt 146 Vogelarten beobachtet. Viele größere Tierarten wie Tiger, Nebelparder, Leoparden, Kragenbären, Sambar, Pfaue, Wildschweine und Asiatische Elefanten sind aus dem Park verschwunden. Die verbliebenen Säugetiere umfassen beispielsweise den Goldschakal, den Bengalfuchs und die Kleine Indische Zibetkatze. Zu den vorkommenden Reptilienarten zählt der Bengalenwaran (potentiell gefährdet), der Helle Tigerpython (potentiell gefährdet) und die Gewöhnliche Fischnatter sowie zu den Amphibienarten die Ruderfroschart Polypedates maculatus, Hoplobatrachus tigerinus und Limnonectes limnocharis.

Pflanzen und Tiere im Nationalpark
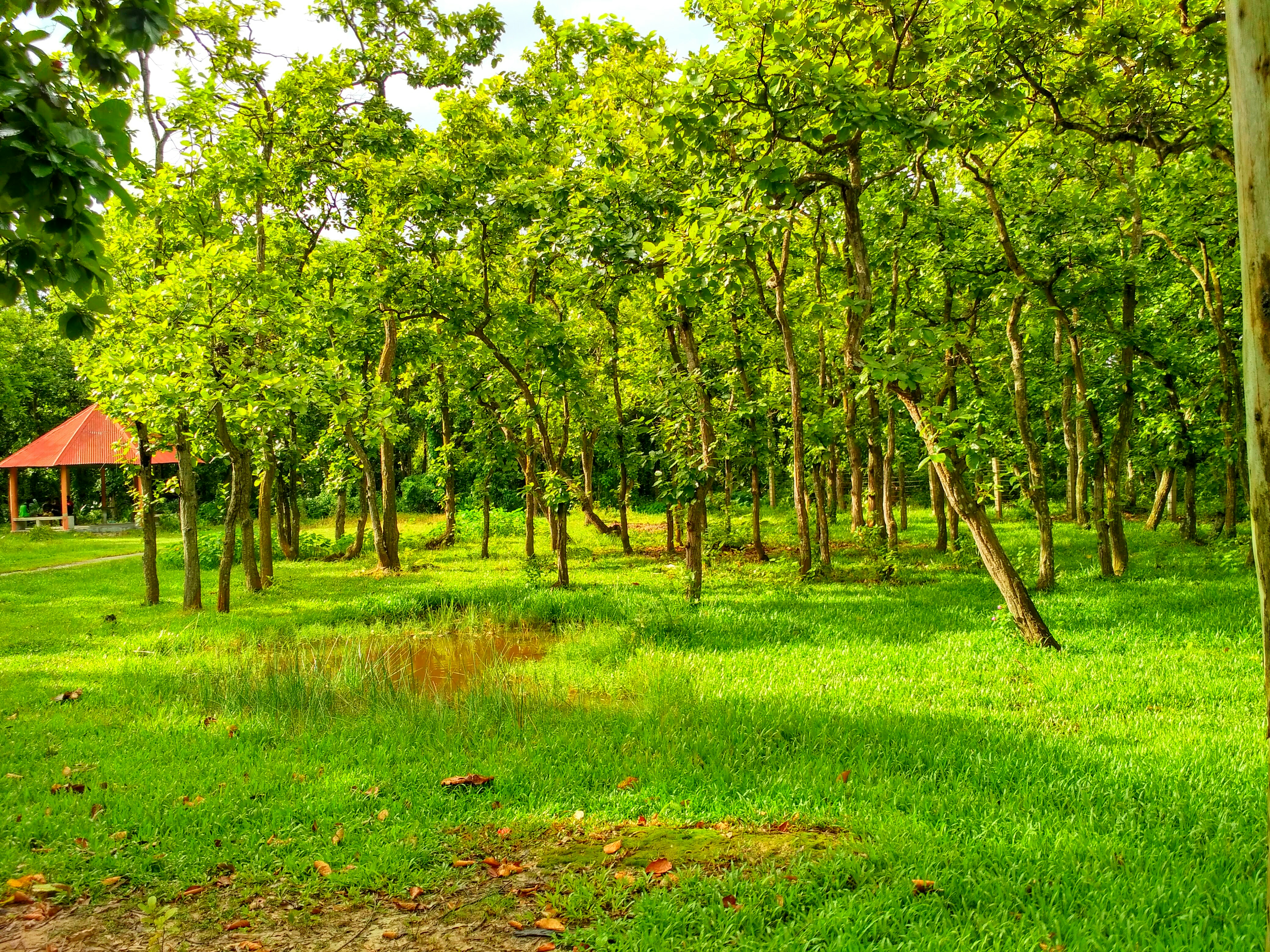
Salbäume
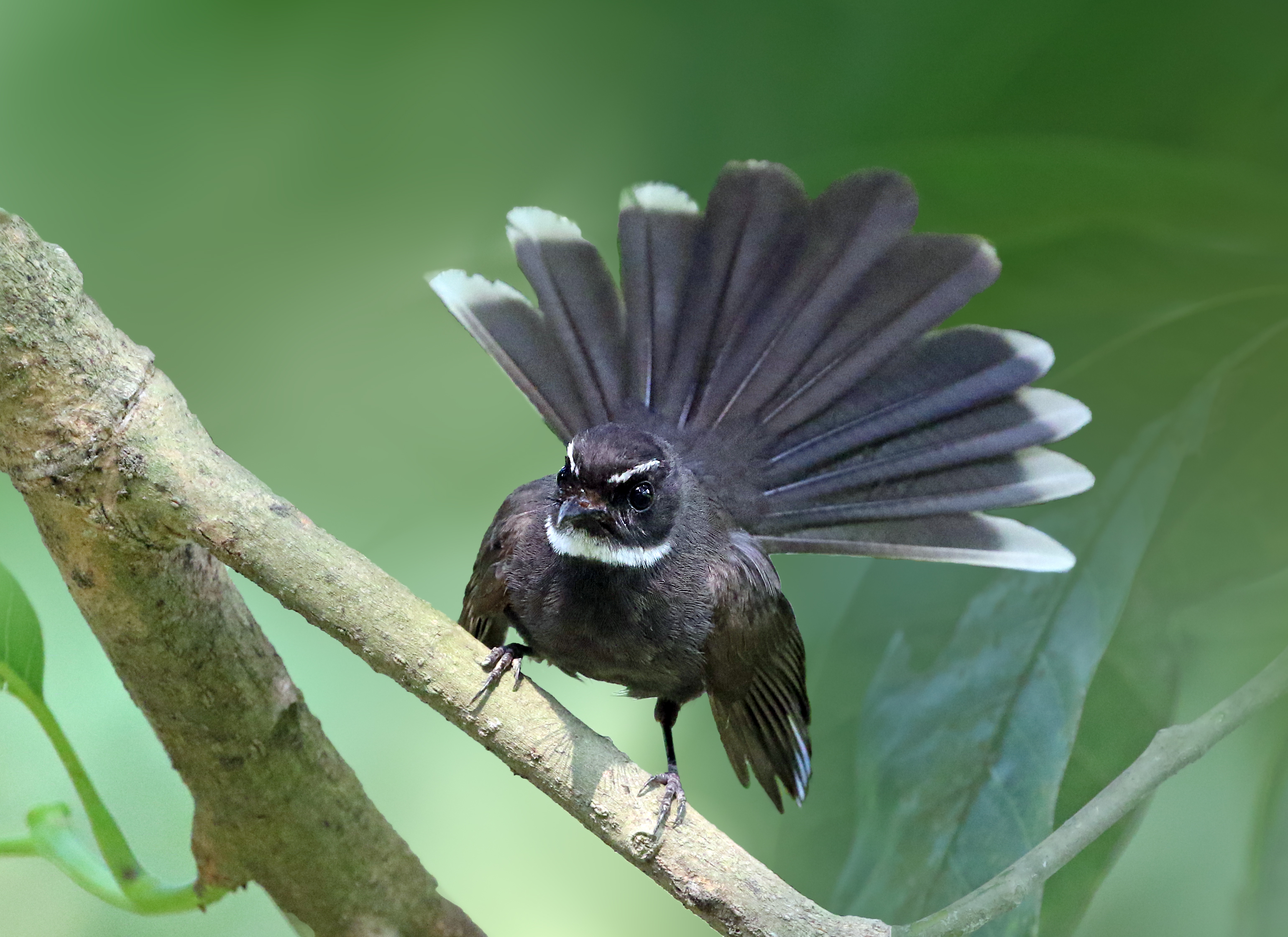
Weißkehl-Fächerschwanz
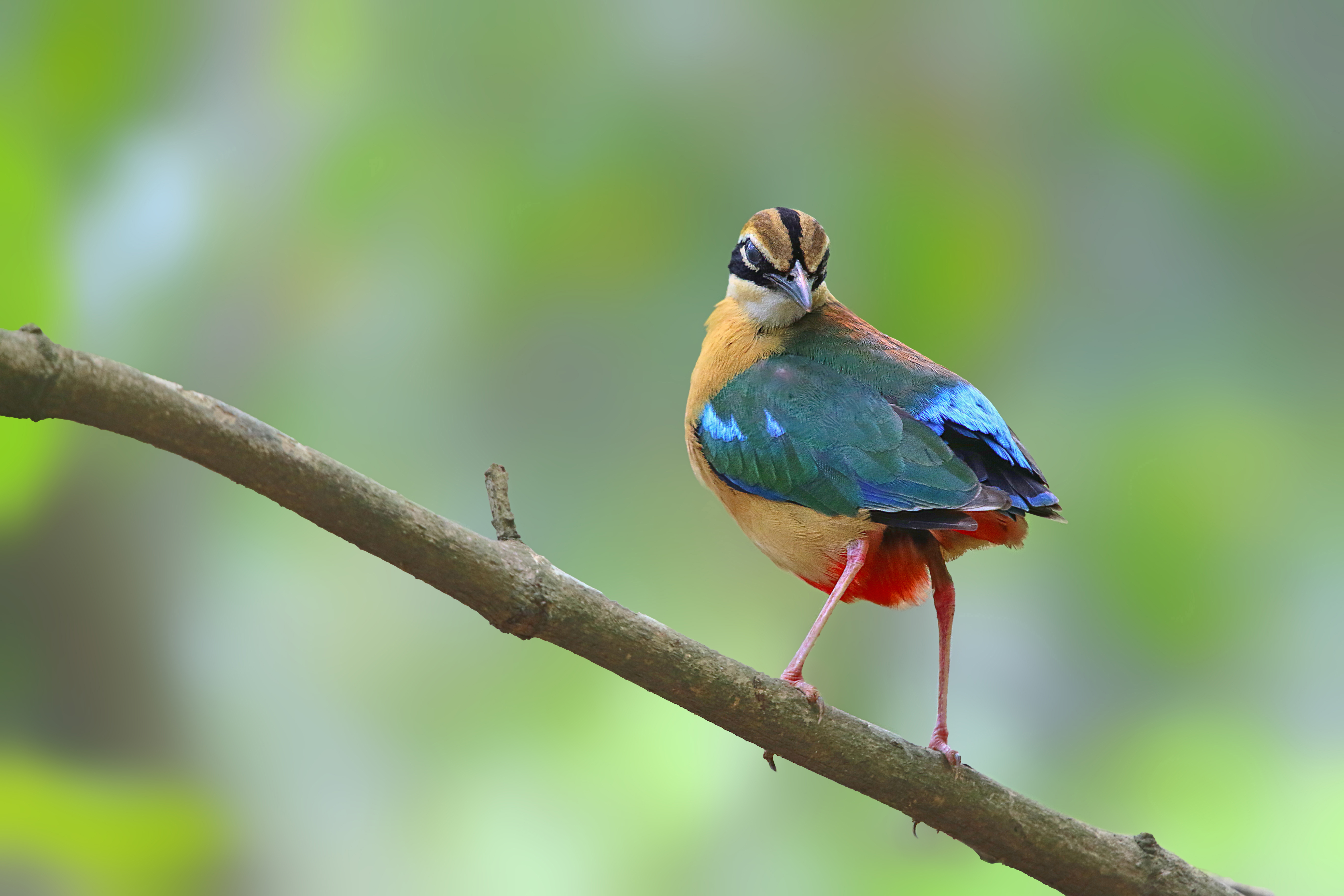
Bengalenpitta
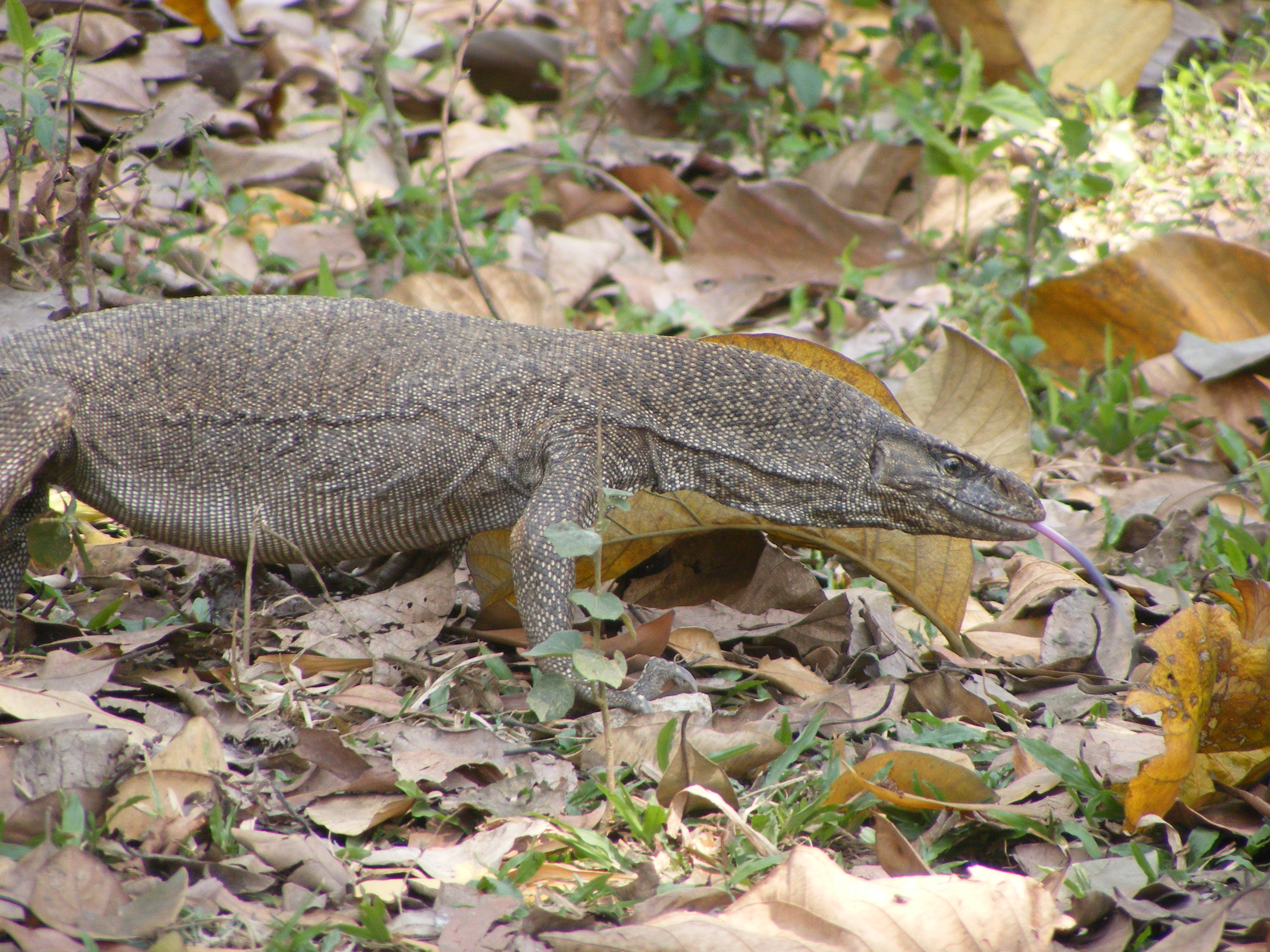
Bengalenwaran